# Porphyrinia glyphicata
Porphyrinia glyphicata är en fjärilsart som beskrevs av W. Warren 1913. Porphyrinia glyphicata ingår i släktet Porphyrinia och familjen nattflyn. Inga underarter finns listade i Catalogue of Life.